# Josef Beyer (Bildhauer)

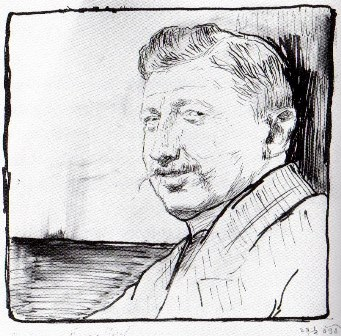
Josef Beyer (1898)

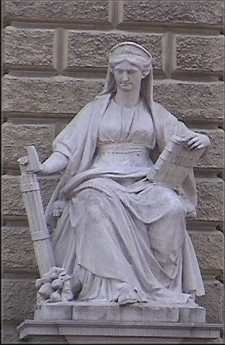
Allegorische Figur Gesetz, Laibach (um 1896)

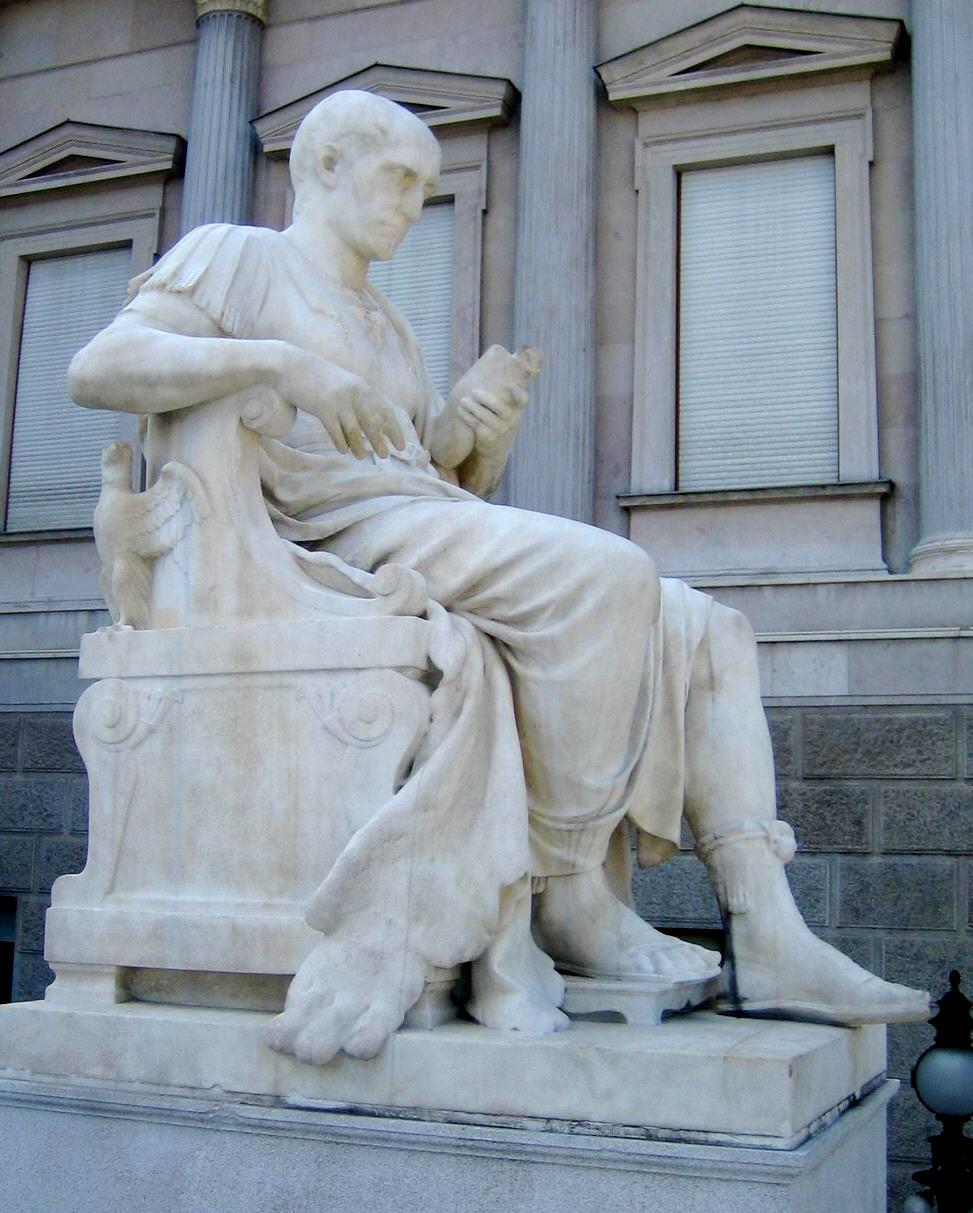
Caesar (1900), Parlamentsgebäude Wien

Josef Beyer (* 22. Februar 1843 in Wien; † 21. August 1917 ebenda) war ein österreichischer Bildhauer des Historismus.

## Leben
Josef Beyer lernte ab 1853 in der k.k. Erzgießerei bei Dominik Fernkorn, ehe er 1874–1877 bei Carl Kundmann an der Akademie der bildenden Künste Wien studierte. Danach  trat er mit einem Reisestipendium eine Italienreise an. 1878 wurde er Mitglied des Wiener Künstlerhauses. Nach seinem Tode wurde er auf dem Wiener Zentralfriedhof (Gruppe 0, Reihe 0, Nr. 577) bestattet.

## Werk
Josef Beyer war dem Historismus verpflichtet. Im Zuge des Ausbaus der Wiener Ringstraßenzone schuf er für mehrere Monumentalbauten plastischen Figurenschmuck.
- Fassadenfiguren Kaufmann, Buchdrucker, Gerechtigkeit (1878–1879) und Wappenträger Kronland Salzburg (1881), Rathaus, Wien 1
- Statuen Herzog Heinrich II. Jasomirgott und Herzog Leopold VI., Rathaus, Arkadenhof (1881)
- Attikafiguren der juridischen Fakultät Straf-, Zivil-, Prozess- und Völkerrecht sowie Nischenfiguren Empedokles und Demokritos, Universität, Wien 1 (1883)
- Attikareliefs Niederösterreich, Oberösterreich und Salzburg sowie eine der Attikafiguren, menschliche Qualitäten und Tätigkeiten darstellend, Parlamentsgebäude, Saalbauten (1883)
- Hephaistos, Ares und Apollo, Parlamentsgebäude, Prunktreppe, Wien 1(um 1886)
- Denkmal Franz Schuh, Universität, Arkaden, Wien 1 (1887)
- Grabdenkmal Rudolf und Ludwig Schürer von Waldheim, Wiener Zentralfriedhof (1894)
- Allegorie auf die Devise Kaiser Franz Josephs, Hofburg, Michaelertrakt, Kleines Oktogon, Wien 1
- Allegorische Figuren Macht und Gesetz, Regierungs- und Präsidentenpalais, Laibach (um 1896)
- Viktoria (Bronze), Neue Burg, Heldenplatz, Wien 1 (1897)
- Julius Caesar, Parlamentsgebäude, Rampe, Wien 1 (1900)
- Vermählung, Heimsuchung und Tod Mariens, Reliefs, Kirche Maria am Gestade, Südportal, Wien 1 (1898–1899)
- Figuren Klemens Maria Hofbauer, Kajetan, Maria Magdalena, Alfons, Erzengel Michael, Elisabeth, Philipp Neri, Gerhard Majella, Kirche Maria am Gestade, Südportal, Wien 1 (1900–1901)
- Reliefs am Grabdenkmal Wilhelm Kuffner, Döblinger Friedhof, Wien 19 (1902)
- Grabdenkmal Anton Dominik von Fernkorn, Wiener Zentralfriedhof (1908)